# America Ferrera
America Georgina Ferrera (IPA: fəˈrɛərə) (Los Angeles, 1984. április 18. –) Golden Globe- és Primetime Emmy-díjas amerikai színésznő, producer, rendező. A Time magazin 2007-ben a száz legbefolyásosabb ember közé válogatta.

## Élete és pályafutása
Los Angelesben született, hat gyerek közül a legfiatalabbként. Szülei eredetileg Tegucigalpából (Honduras) származtak, és a hetvenes évek közepén vándoroltak be az Egyesült Államokba. Anyja a Hilton Hotels-nél dolgozott, és hangsúlyozta a továbbtanulás fontosságát. Hétéves korában szülei elváltak, apja pedig visszatért Hondurasba. Apja 2010-ben elhunyt.
Los Angeles Woodland Hills nevű negyedében nevelkedett, ahol a Calabash Street Elementary School, a George Ellery Hale Middle School és az El Camino Real High School tanulója volt. Hétéves korában egy kisebb szerepet játszott a Hamlet iskolai előadásában, tízéves korában pedig Artful Dodger szerepét játszotta az Oliver! című musicalben. Már ekkor tudta, hogy előadó szeretne lenni. Első színdarabja a Rómeó és Júlia volt, és habár akkor még csak harmadikos volt, megkapta a szerepet. Ezután több iskolai színdarabban és közösségi színházban játszott, bár anyja azt szerette volna, ha mást csinálna, mert aggódott, hogy nem bánnak jól vele. Gyerekkorában nem szerette a vezetéknevét, így a középső nevét használta, amíg nem kezdett színészkedni.
15 éves korában kezdett színészetet tanulni.
Első filmes szerepe a Disney Channel Gotta Kick It Up! című televíziós filmjében volt.

## Magánélete
Akkor ismerkedett meg Ryan Piers Williams színész/rendezővel, amikor Williams egyik filmjében szerepelt. 2010-ben jegyezték el egymást,  és 2011-ben házasodtak össze. 2018-ban bejelentették, hogy gyereket várnak. 2018. május 29-én Instagram profilján bejelentette, hogy megszületett a fiuk, Sebastian. 2020. május 4-én lánya született, Lucia. 2018-ban jelent meg történetekből álló antológiája a Gallery Publishing Group gondozásában.

## Filmográfia

### Film
| Év   | Magyar cím                                    | Eredeti cím                                | Szerep                    | Magyar hang       |
| ---- | --------------------------------------------- | ------------------------------------------ | ------------------------- | ----------------- |
| 2002 | Telt idomok                                   | Real Women Have Curves                     | Ana García                |                   |
| 2005 |                                               | How the Garcia Girls Spent Their Summer    | Blanca Garcia             |                   |
| 2005 | Négyen egy gatyában                           | The Sisterhood of the Traveling Pants      | Carmen Lowell             | Szénási Kata      |
| 2005 | Dogtown urai                                  | Lords of Dogtown                           | Mennydörgő majom          |                   |
| 2005 | 3:52                                          | 3:52                                       | Kate                      |                   |
| 2006 | Acélváros                                     | Steel City                                 | Amy Barnes                | Pekár Adrienn     |
| 2007 |                                               | Towards Darkness (Hacia la oscuridad)      | Luiza                     |                   |
| 2007 | Ugyanaz a hold                                | Under the Same Moon                        | Martha                    |                   |
| 2008 | Négyen egy gatyában 2.                        | The Sisterhood of the Traveling Pants 2    | Carmen Lowell             | Szénási Kata      |
| 2008 | Csingiling                                    | Tinker Bell                                | Gida (hangja)             | Töreki Andrea     |
| 2010 |                                               | The Dry Land                               | Sarah                     |                   |
| 2010 | Házasodik a család                            | Our Family Wedding                         | Lucia Ramirez             | Nemes Takách Kata |
| 2010 | Így neveld a sárkányodat                      | How to Train Your Dragon                   | Astrid Hofferson (hangja) | Csifó Dorina      |
| 2011 | Így neveld a sárkányodat könyvből             | Book of Dragons                            | Astrid Hofferson (hangja) | Csifó Dorina      |
| 2011 | Így neveld a sárkányodat: Tüzes kis ajándékok | Gift of the Night Fury                     | Astrid Hofferson (hangja) | Csifó Dorina      |
| 2012 |                                               | It's a Disaster                            | Hedy Galili               |                   |
| 2012 | Az utolsó műszak                              | End of Watch                               | Orozco rendőrtiszt        | Nádorfi Krisztina |
| 2014 |                                               | César Chávez                               | Helen Chávez              |                   |
| 2014 | X/Y                                           | X/Y                                        | Silvia                    |                   |
| 2014 | Így neveld a sárkányodat 2.                   | How to Train Your Dragon 2                 | Astrid Hofferson (hangja) | Csifó Dorina      |
| 2016 | Hírhajhászok                                  | Special Correspondents                     | Brigida                   |                   |
| 2019 | Így neveld a sárkányodat 3.                   | How to Train Your Dragon: The Hidden World | Astrid Hofferson (hangja) | Csifó Dorina      |
| 2023 | Barbie                                        | Barbie                                     | Gloria                    | Páder Petra       |
| 2023 | Pénzeső                                       | Dumb Money                                 | Jennifer Campbell         | Nemes Takách Kata |

Dokumentum- és rövidfilmek
- 2004: Darkness Minus Twelve (rövidfilm) – Luiza
- 2007: Muertas (rövidfilm) – Rebecca (vezető producer)
- 2010: Így neveld csonttörő sárkányodat (rövidfilm) – Astrid Hofferson (hangja)
- 2012: Half the Sky (dokumentumfilm) – önmaga
- 2014: Dawn of the Dragon Racers (rövidfilm) –	Astrid Hofferson (hangja)
- 2019: How to Train Your Dragon: Homecoming (rövidfilm) – Astrid Hofferson (hangja)

### Televízió
| Év        | Magyar cím                              | Eredeti cím                        | Szerep                       | Megjegyzések                                                                                  |
| --------- | --------------------------------------- | ---------------------------------- | ---------------------------- | --------------------------------------------------------------------------------------------- |
| 2002–2011 |                                         | Independent Lens                   | önmaga (házigazda)           | 5-9. és 12-13. évad (112 epizód)                                                              |
| 2002      | Angyali érintés                         | Touched by an Angel                | Charlee                      | 1 epizód                                                                                      |
| 2002      | Táncoslábú kamaszlányok                 | Gotta Kick It Up!                  | Yolanda "Yoli" Vargas        | tévéfilm                                                                                      |
| 2004      |                                         | Plainsong                          | Victoria Roubideaux          | tévéfilm                                                                                      |
| 2004      | CSI: A helyszínelők                     | CSI: Crime Scene Investigation     | April Perez                  | 1 epizód                                                                                      |
| 2006–2010 | Ki ez a lány?                           | Ugly Betty                         | Betty Suarez                 | főszereplő (85 epizód)                                                                        |
| 2011      | Manny mester                            | Handy Manny                        | Graciela Morales (hangja)    | 1 epizód                                                                                      |
| 2011–2013 | A férjem védelmében                     | The Good Wife                      | Natalie Flores               | 4 epizód                                                                                      |
| 2012–2018 | Sárkányok                               | DreamWorks Dragons                 | Astrid Hofferson (hangja)    | főszereplő                                                                                    |
| 2014      | Pusztuló jelen, vészes jövő             | Years of Living Dangerously        | önmaga                       | 1 epizód                                                                                      |
| 2015      | John Oliver-show az elmúlt hét híreiről | Last Week Tonight with John Oliver | Maternity                    | 1 epizód                                                                                      |
| 2015      | Amynek áll a világ                      | Inside Amy Schumer                 | Mena                         | 1 epizód                                                                                      |
| 2015–2021 | Superstore – Az agyament műszak         | Superstore                         | Amelia "Amy" Sosa            | - főszereplő (103 epizód) - rendező és társproducer (4 epizód) - magyar hangja: - Gáspár Kata |
| 2016      | Playback párbaj                         | Lip Sync Battle                    | önmaga                       | 1 epizód                                                                                      |
| 2017      | Félig üres                              | Curb Your Enthusiasm               | Vanessa Nadal (Lin felesége) | 1 epizód                                                                                      |
| 2020      |                                         | Gentefied                          | Andy Cruz                    | - 1 epizód - rendező és vezető producer                                                       |
| 2022      |                                         | WeCrashed                          | Elishia Kennedy              | főszereplő                                                                                    |
| 2024      | Mi lenne, ha…?                          | What If...?                        | Morales vadőr (hangja)       | - 1 epizód - magyar hangja: - Réti Adrienn                                                    |